# Actinodaphne pilosa
Actinodaphne pilosa là loài thực vật có hoa trong họ Nguyệt quế. Loài này được (Lour.) Merr. miêu tả khoa học đầu tiên năm 1935.